# Andrena fuscicollis
Andrena fuscicollis är en biart som beskrevs av Morawitz 1876. Andrena fuscicollis ingår i släktet sandbin, och familjen grävbin. Inga underarter finns listade i Catalogue of Life.